# Antoni Łomnicki
Antoni Marian Łomnicki (ur. 17 stycznia 1881 we Lwowie, zm. 3/4 lipca 1941 tamże) – polski matematyk, doktor filozofii, współtwórca lwowskiej szkoły matematycznej.

## Życiorys
We Lwowie ukończył gimnazjum i Uniwersytet Lwowski, uzyskując w 1903 stopień doktora. Następnie studiował także na Uniwersytecie w Getyndze. Do 1919 był także profesorem gimnazjalnym we Lwowie i w Tarnowie, ucząc matematyki. We Lwowie uczył matematyki w C. K. VII Gimnazjum, Prywatnym Gimnazjum Zofii Strzałkowskiej. Od 1926 do 1927 był dyrektorem VII Państwowego Gimnazjum im. Tadeusza Kościuszki we Lwowie.
W 1919 uzyskał habilitację w Szkole Politechnicznej we Lwowie. Prawie całe swe życie związał z Politechniką Lwowską, gdzie był profesorem (od 1920), kierownikiem Katedry Matematyki, dziekanem i prorektorem (1928/1929, od 1939).
W 1920 przyjął Stefana Banacha na swojego asystenta, mimo niezakończonych jeszcze przez niego studiów. Był autorem prac z geometrii i kartografii oraz podręczników z tych dziedzin. W okresie sowieckiej okupacji Lwowa nadal prowadził działalność naukową, kierownik Katedry Matematyki PLw. Rozstrzelany przez Niemców po zajęciu Lwowa w nocy z 3 na 4 lipca 1941 na Wzgórzach Wuleckich wraz z grupą 25 polskich profesorów wyższych uczelni lwowskich.